# Tengioboletus
Tengioboletus is een geslacht van schimmels behorend tot de familie Boletaceae.

## Soorten
Volgens Index Fungorum bevat het geslacht drie soorten (peildatum december 2023):
| Soortnaam                 | Auteur(s)                | Publicatiejaar |
| ------------------------- | ------------------------ | -------------- |
| Tengioboletus fujianensis | N.K. Zeng & Zhi Q. Liang | 2018           |
| Tengioboletus glutinosus  | G. Wu & Zhu L. Yang      | 2016           |
| Tengioboletus reticulatus | G. Wu & Zhu L. Yang      | 2016           |